# Дюкарєв Семен Петрович
Семен Петрович Дю́карєв (нар. 1914 — пом. 1990) — радянський дипломат; надзвичайний і повноважний посол.

## Біографія
Народився у 1914 році. Член ВКП(б). На дипломатичній роботі з 1939 року:
- у 1939—1941 роках — співробітник повноважного представництва СРСР в Японії;
- у 1941—1943 роках — співробітник центрального апарату Народного комісаріату закордонних справ СРСР;
- у 1943—1945 роках — дипломатичний агент НКЗС СРСР у Владивостоці;
- у 1945—1949 роках — генеральний консул СРСР у Мілані (Італія);
- у 1950—1951 роках — співробітник центрального апарату МЗС СРСР;
- у 1951—1955 роках — радник посольства СРСР у Бірмі;
- у 1955—1958 роках — співробітник центрального апарату МЗС СРСР;
- у 1958—1961 роках — радник посольства СРСР у Таїланді;
- у 1961—1963 роках — співробітник центрального апарату МЗС СРСР;
- у 1963—1964 роках — заступник завідувача Відділу Південно-Східної Азії МЗС СРСР;
- з 9 жовтня 1964 року по 19 липня 1969 року — надзвичайний і повноважний посол СРСР у Сомалі;
- у 1969—1972 роках — співробітник центрального апарату МЗС СРСР;
- з 14 жовтня 1972 року по 27 вересня 1978 року — надзвичайний і повноважний посол СРСР в Аргентині.

Помер у 1990 році.